# Sofía Otero
Sofía Otero (sinh ngày 31 tháng 3 năm 2013) là một nữ diễn viên người Tây Ban Nha. Cô đảm nhận vai chính trong bộ phim đầu tay 20.000 especies de abejas, vai diễn giúp Otero giành giải Gấu Bạc cho diễn viên chính xuất sắc nhất tại Liên hoan phim quốc tế Berlin lần thứ 73, trở thành diễn viên trẻ nhất giành được giải thưởng này.

## Tiểu sử
Otero sinh ngày 31 tháng 3 năm 2013 tại Barakaldo và sống ở Basauri, Tây Ban Nha.
Otero ra mắt bộ phim khi đạo diễn Estibaliz Urresola Solaguren giao cho cô đóng vai chính trong bộ phim 20.000 especies de abejas sau buổi thử vai 500 cô bé. Cốt truyện bộ phim kể về một cô gái chuyển giới và mối quan hệ của cô với gia đình. Để diễn tả chính xác, Naizen, một hiệp hội khu vực dành cho các gia đình của trẻ vị thành niên chuyển giới, đã trao đổi với đạo diễn và đảm nhận hướng dẫn cho Otero. Stephanie Bunbury của Deadline Hollywood khen sự diễn xuất của Otero, viết rằng Otero "diễn xuất theo bản năng, không bó buộc và thấu hiểu nhiều về cuộc sống của nhân vật của cô ấy phải khó khăn ra sao." Lee Marshall của Screen Daily viết rằng "Sofía Otero không bao giờ kém sức hút, khuôn mặt cô bé như vực sâu trở nên thu hút khán giả".

## Giải thưởng

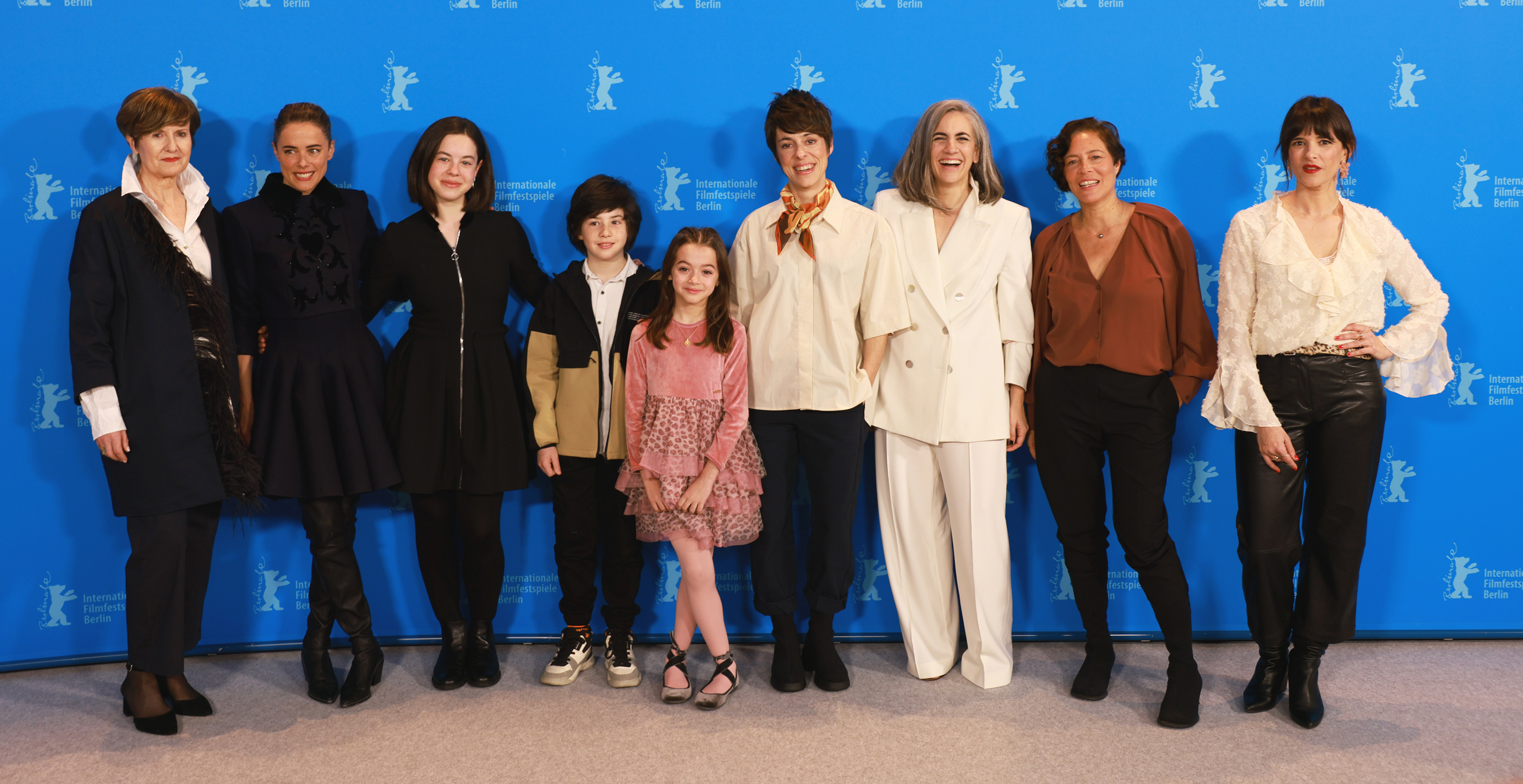
Sofía Otero cùng đoàn làm phim 20.000 especies de abejas tại Liên hoan phim quốc tế Berlin vào tháng 1 năm 2023

Otero được vinh danh trong hoạt động của cô trong 20.000 especies de abejas, bao gồm việc giành giải Gấu Bạc cho diễn viên chính xuất sắc nhất năm 2023, trở thành diễn viên trẻ nhất giành được giải thưởng này khi chỉ 9 tuổi. Cô là một trong những người được vinh danh khi 20.000 especies de abejas giành giải thưởng dành cho dàn diễn viên nữ tại Liên hoan phim quốc tế Hồng Kông năm 2023 và Giải Maguey cho diễn viên xuất sắc nhất của nhóm tại Liên hoan phim quốc tế Guadalajara năm 2023.

Tháng 4 năm 2023, Hội đồng Thành phố Basauri vinh danh Otero vì đoạt giải Gấu bạc.